# Estación de Osuna
Osuna es una estación de ferrocarril situada en el municipio español homónimo, en la provincia de Sevilla, comunidad autónoma de Andalucía. Cuenta con servicios de media distancia operados por Renfe.

## Situación ferroviaria
Se encuentra en el punto kilométrico 71,3 de la línea férrea de ancho ibérico Utrera-Fuente de Piedra, a 243,34 metros de altitud, entre las estaciones de Marchena y de Pedrera.
La línea está catalogada como la número 422 de Adif. El tramo es de via única y está sin electrificar.

## Historia
La estación fue abierta al tráfico el 17 de abril de 1875 con la apertura del tramo Marchena-Osuna de la línea que pretendía unir Utrera con Osuna. Las obras a corrieron a cargo de inversores extranjeros, como Jorge B. Crawley, dueño de la compañía The Utrera and Moron Railway que poco después cedió la concesión a otros empresarios como Joaquín de la Gandara y Jorge Loring. Finalmente la línea recaló en manos de la Compañía de los Ferrocarriles Andaluces en 1877 que la gestionó hasta la nacionalización del ferrocarril en España en 1941 y la creación de RENFE.
Desde el 31 de diciembre de 2004 Adif es la titular de las instalaciones.

## Servicios ferroviarios

### Media Distancia
Renfe Operadora presta servicios de Media Distancia en la estación gracias a la línea 67, que tienen como principales destinos, Sevilla y Málaga. La frecuencia de paso trenes es de 6 u 8 trenes con parada en la estación.
| Línea MD | Trenes | Origen/Destino      |  | Destino/Origen        |
| -------- | ------ | ------------------- |  | --------------------- |
| 67       | MD     | Sevilla-Santa Justa |  | Málaga-Maria Zambrano |